# Gare de Sanyo Himeji
La gare de Sanyō Himeji (山陽姫路駅, San'yō Himeji-eki) est une gare ferroviaire localisée dans la ville d'Himeji, dans la préfecture de Hyōgo au Japon. La gare est exploitée par la compagnie Sanyo Electric Railway, sur la ligne principale Sanyo Electric Railway. Le numéro de la gare est  SY 43.

## Situation ferroviaire
Établie à 15 mètres d'altitude, la gare de Sanyō Himeji est située au point kilométrique (PK) 54.7 de la ligne principale Sanyo Electric Railway.

## Histoire
C'est le 11 août 1923 que la gare est inaugurée par la compagnie électrique de Hyogo sous le nom de gare de Himeji ekimae (姫路駅前駅, Himeji ekimae-eki). En 1927, la  compagnie électrique de Hyogo fusionne avec la compagnie électrique de Ujigawa. En 1933, la compagnie électrique de Ujigawa se sépare de sa partie ferroviaire qui la laisse à la compagnie électrique de Hyogo. De là, la compagnie électrique de Hyogo et la section ferroviaire de la compagnie électrique de Ujigawa donne naissance à une nouvelle société, la Sanyō Electric Railway, le 6 juin 1933. Le 20 novembre 1943, la gare change de nom et devient la gare de Dentetsu-Himeji (電鉄姫路駅, Dentetsu Himeji-eki). C'est en 1991 que la gare prend son nom actuel.
En 2013, la fréquentation journalière de la gare était de 13 791 personnes.
| 2010   | 2011   | 2012   | 2013   |
| 13 238 | 13 313 | 13 273 | 13 791 |

## Service des voyageurs

### Accueil
La gare possède des consignes automatique.

### Desserte
La gare de Sanyō Himeji est une gare disposant de quatre quais et de quatre voies.
- Les voies 1 et 2 sont principalement destinées aux trains locaux
- Les voies 3 et 4 sont principalement dsestinées aux trains express direct A et B et express

| N° de voie | Ligne | Direction                    |
| ---------- | ----- | ---------------------------- |
| 1・2       | Sanyō | Akashi - Kobe Osaka - Aboshi |
| 3・4       | Sanyō | Akashi - Kobe Osaka - Aboshi |

Installations et desserte
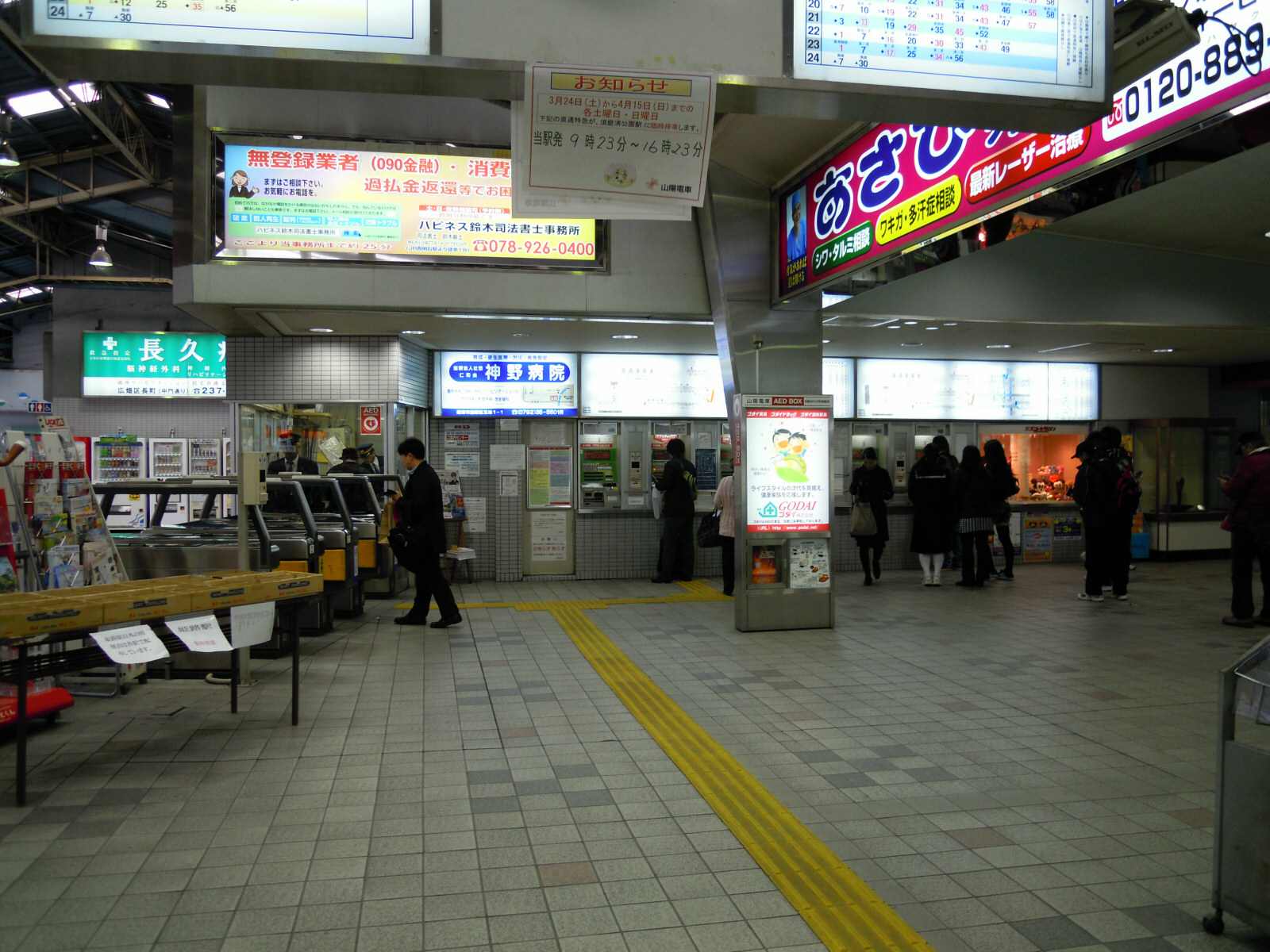
Portillon d’accès pour les quais.
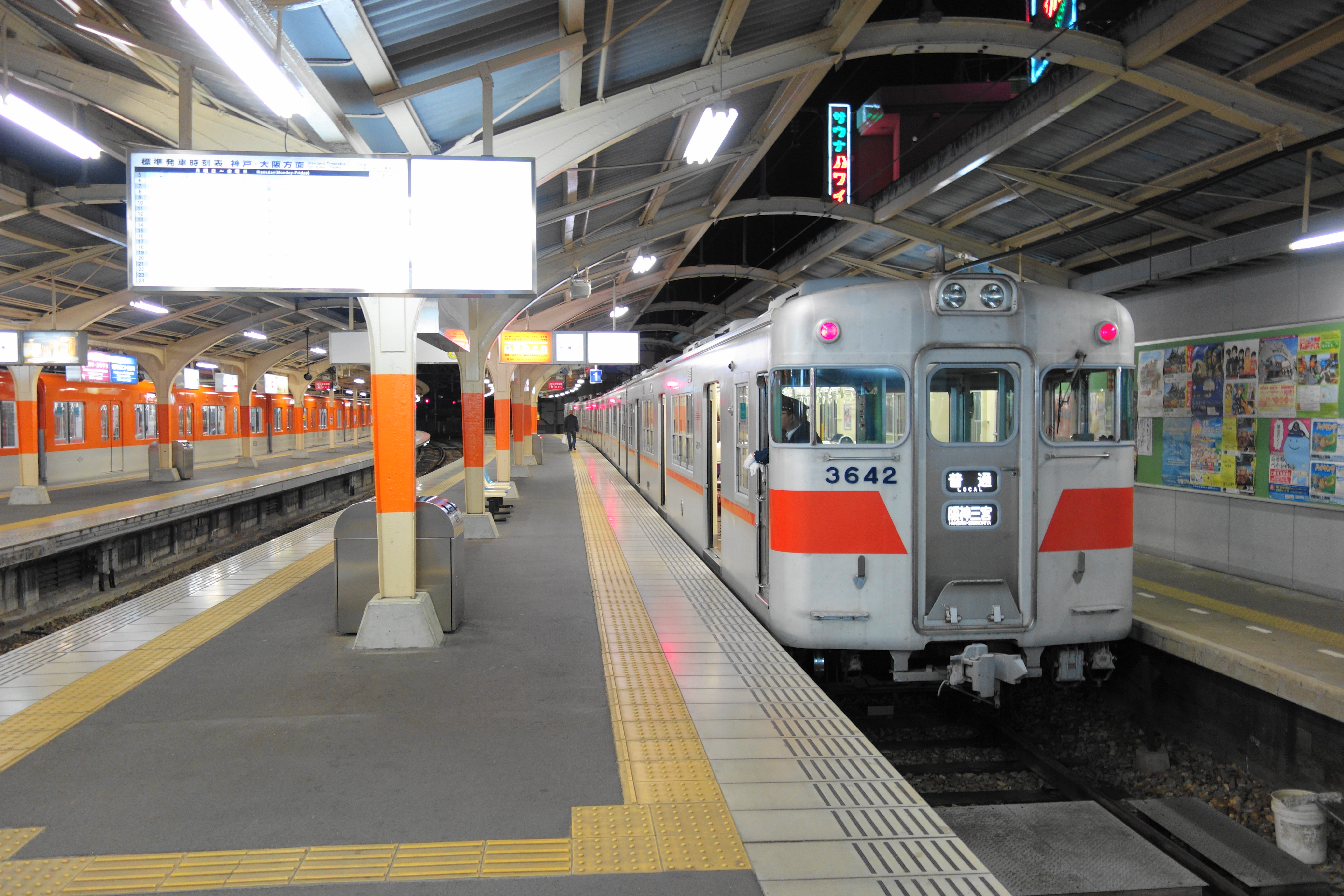
Voies et quais.
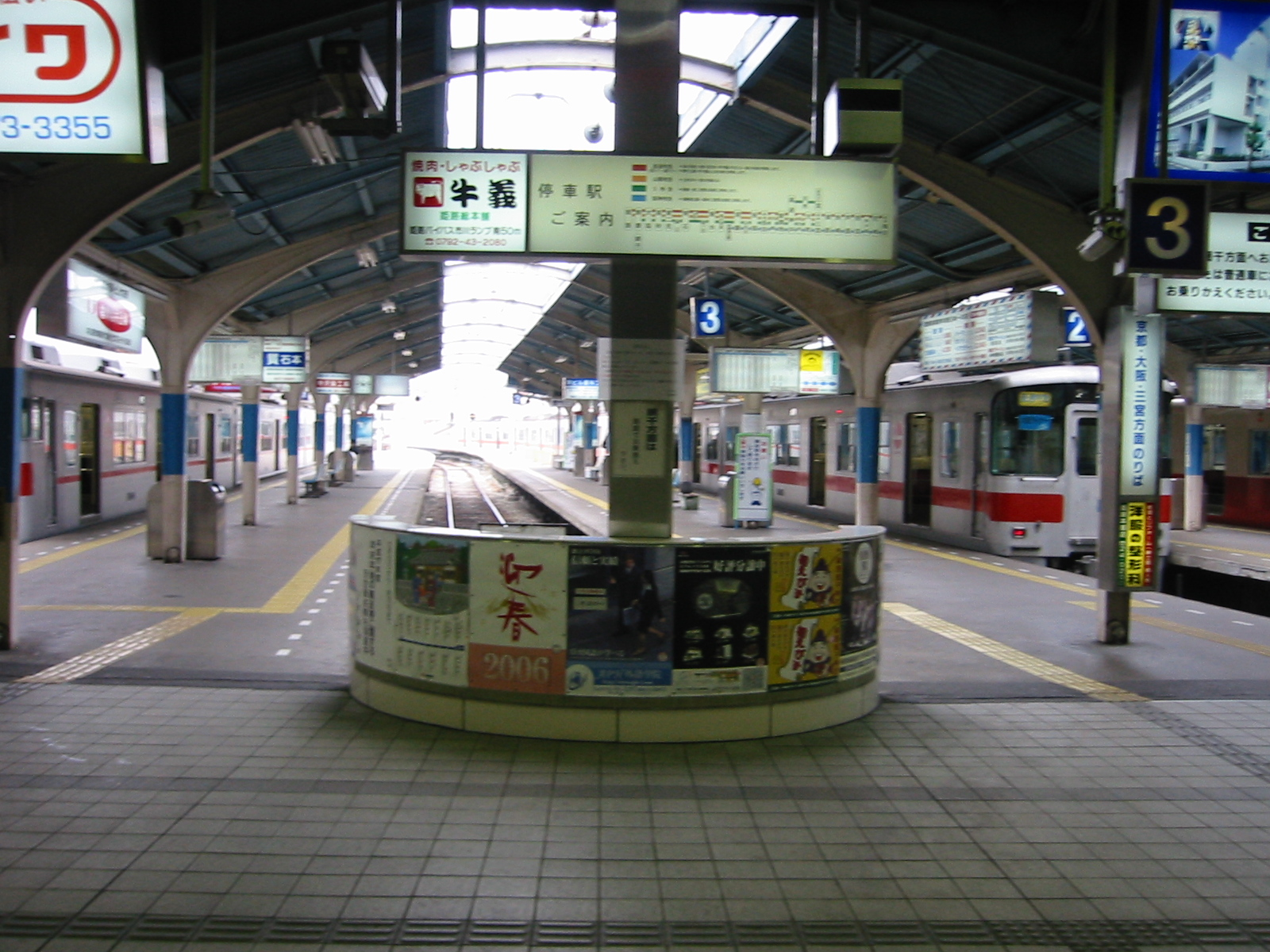
Voies et quais.
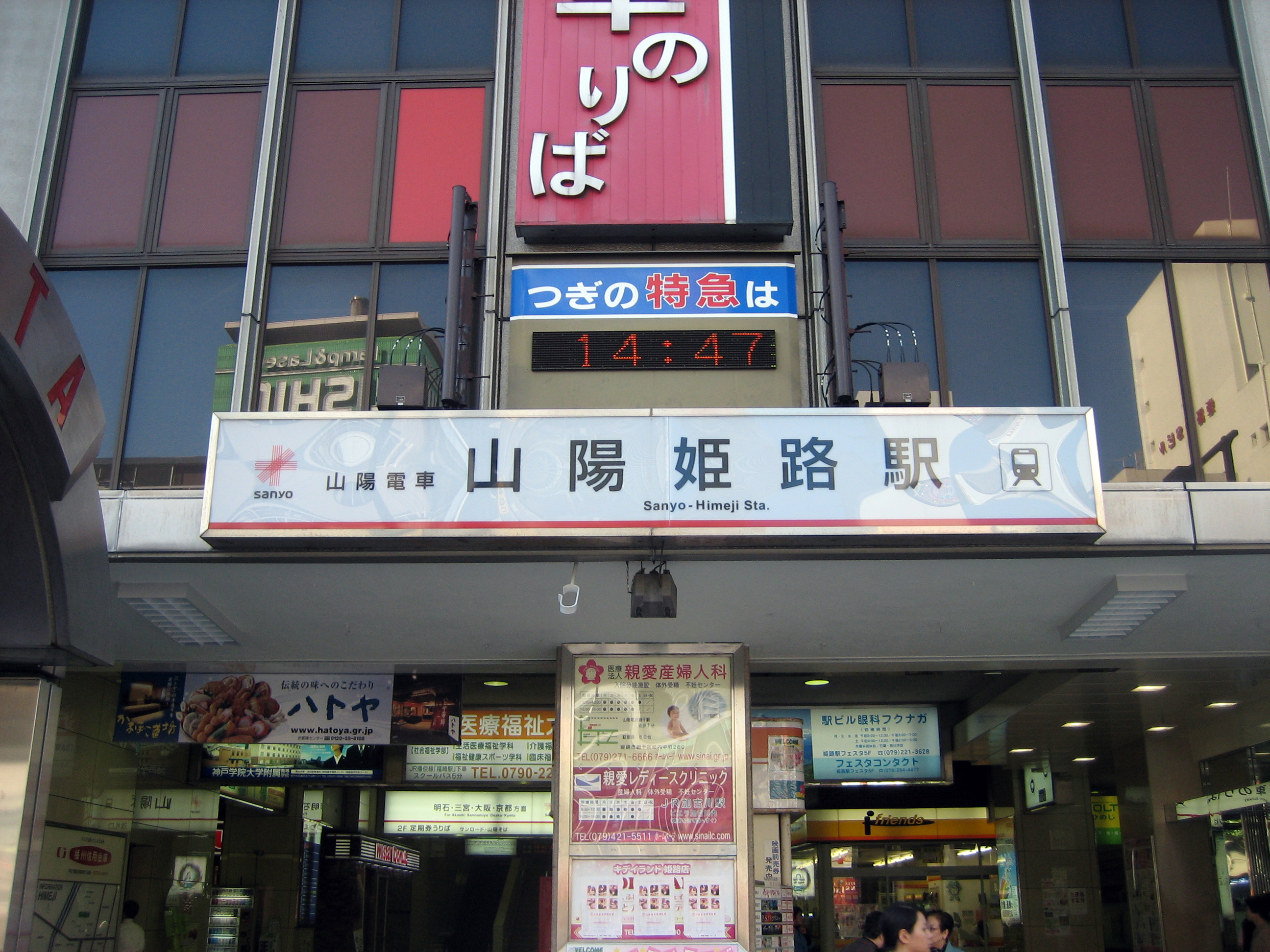
Entrée de la gare

### Intermodalité

#### Train
| Gare   | Ligne                                                | Exploitant | Distance du site |
| ------ | ---------------------------------------------------- | ---------- | ---------------- |
| Himeji | Shinkansen Sanyō A Sanyō / JR Kōbe J Bantan K Kishin | JR West    | 250m             |

#### Bus
Des bus de la compagnie Shinki Bus desservent la gare vers l'aéroport international du Kansai et celui d'Osaka notamment.

### Site d’intérêt
- Le Château d'Himeji
- Le musée d'histoire de la préfecture de Hyogo
- Le musée d'Art municipal
- Le zoo municipal
- Le parc central de Tegarayama
- Le jardin botanique municipal Tegarayama
- L'aquarium municipal